# بوتنباخ
بوتنباخ (به آلمانی: Bottenbach) یک شهر در آلمان است که در زودوستپفالتس واقع شده‌است. بوتنباخ ۷۳۹ نفر جمعیت دارد.